# Ланкен-Граніц
Ланкен-Граніц (нім. Lancken-Granitz) — громада в Німеччині, розташована в землі Мекленбург-Передня Померанія. Входить до складу району Передня Померанія-Рюген. Складова частина об'єднання громад Менхгут-Граніц.
Площа — 13,78 км2. Населення становить 454 ос. (станом на 31 грудня 2020).

## Галерея

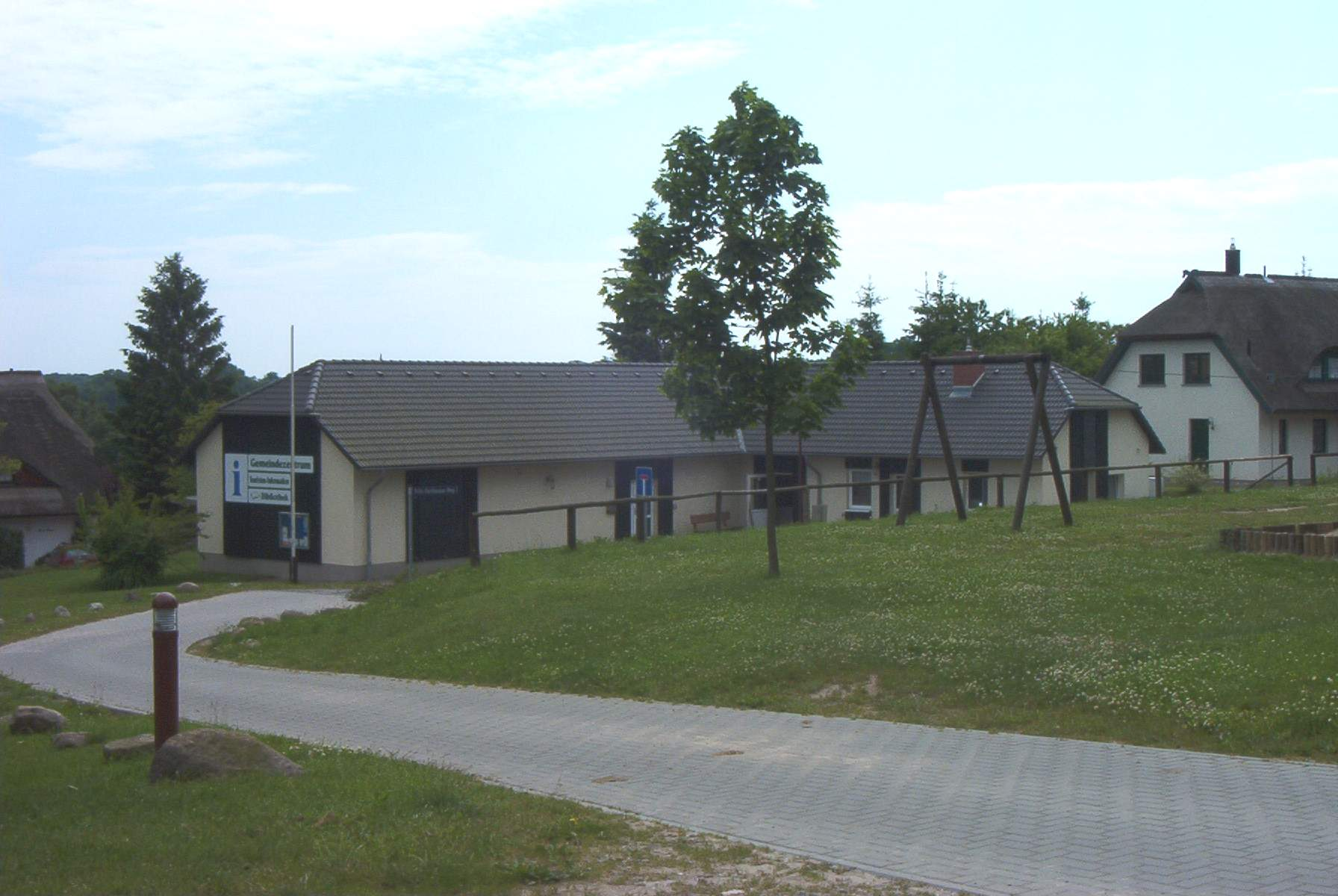
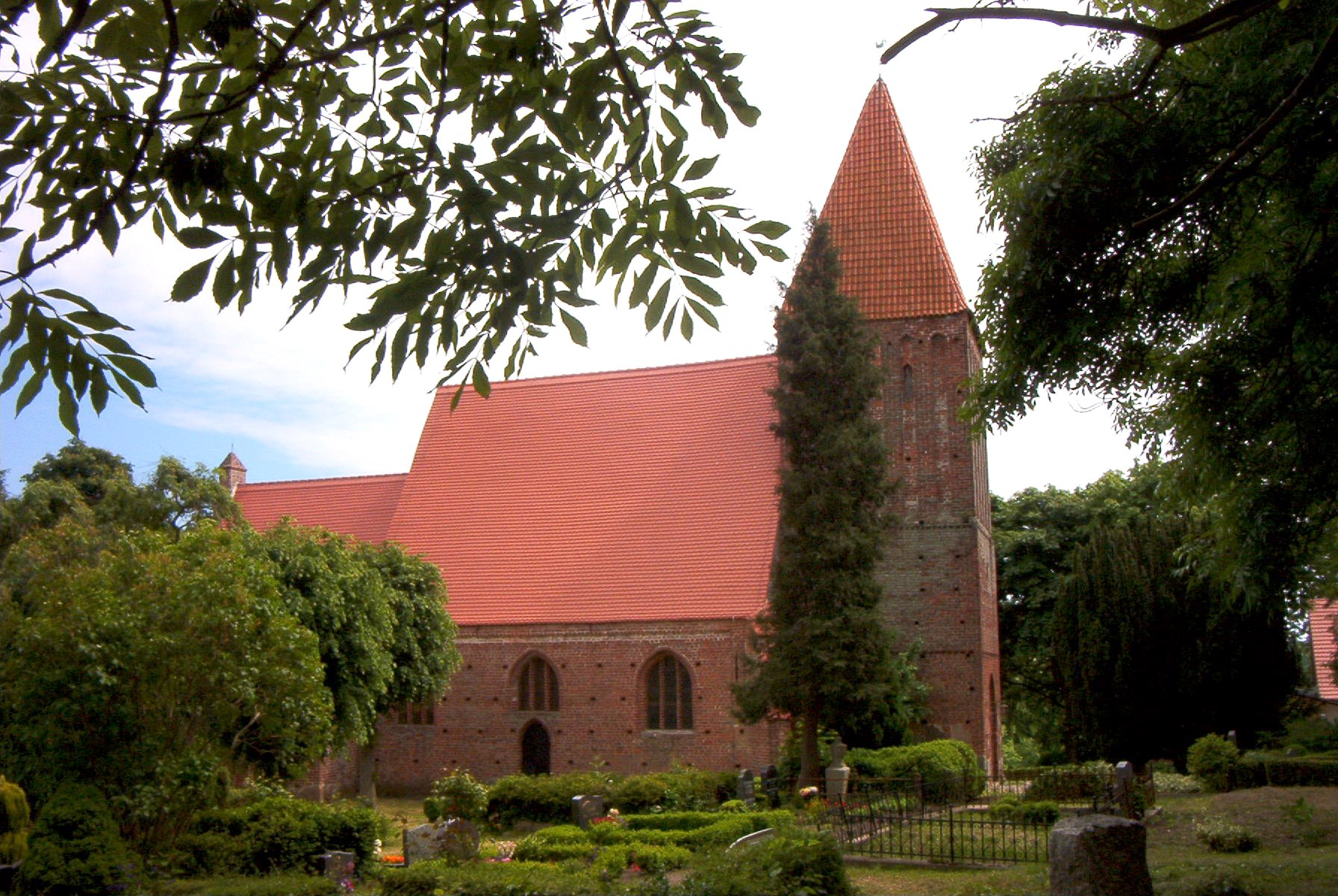